# Yupana
Con il termine yupana, derivante dalla parola Quechua yupay (contare), si intende comunemente un abaco utilizzato per eseguire operazioni aritmetiche risalente al tempo degli Inca.

## Tipologie di yupana
Il termine yupana è riferito a due classi distinte di oggetti:
- yupana a casetta (o yupana archeologica): un sistema di vaschette di dimensioni e materiali differenti, scolpite nella parte superiore in caselle geometriche in cui si ipotizza venissero posizionati semi o sassolini. La prima di queste vaschette fu rinvenuta nel 1869 nella provincia di Cuenca (Ecuador) e segnò l'inizio degli studi sistematici riguardanti questi oggetti. Tutti i reperti archeologici trovati sono molto differenti tra loro.[2]
- yupana di Poma de Ayala: disegno raffigurato a pagina 360 del Nueva Coronica y Buen Gobierno scritto dal cronista delle indie Guaman Poma de Ayala, rappresentante una scacchiera 5x4.[3].

Il disegno, pur avendo alcune analogie con la maggior parte delle yupana a casetta presenta varie differenze da queste, prima tra tutte la forma delle caselle (rettangoli), quando quelle delle yupana a casetta sono poligoni di varia forma.
Pur essendo molto differenti tra loro, la maggior parte degli studiosi che si sono occupati delle yupana a casetta hanno poi esteso il proprio ragionamento e teorie alla yupana di Guaman Poma e viceversa, forse nel tentativo di trovare un filo unificante o un metodo comune. Va infine osservato che la Nueva Coronica fu rinvenuta solo nel 1916 nella biblioteca di Copenhagen e che parte degli studi su di essa si basarono su studi e teorie precedenti riguardanti le yupana a casetta.

## La yupana e i cronisti delle Indie

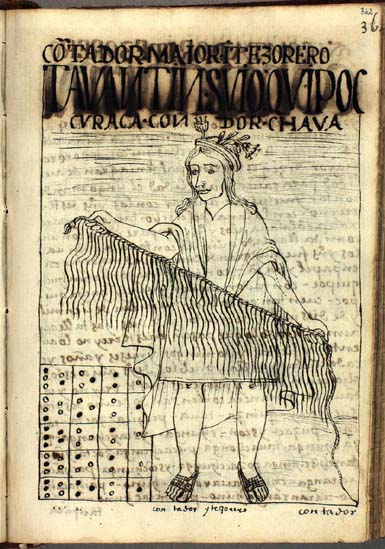
Disegno di Guaman Poma de Ayala raffigurante un Inca con in mano un Quipu, in basso a sinistra schema della yupana

Vari cronisti delle Indie descrissero, purtroppo approssimativamente, l'abaco incaico e il suo funzionamento.

### Felipe Guaman Poma de Ayala
Il primo fu Guaman Poma de Ayala che nel 1615 circa, scrisse:
Oltre a fornire questa brevissima descrizione, Poma de Ayala disegna nella pagina a lato un contabile con ai suoi piedi una di queste tavole: una scacchiera di cinque righe e quattro colonne, nelle caselle della quale sono disegnati una serie di cerchietti bianchi e neri.

### José de Acosta
Il padre gesuita José de Acosta scrisse:
.

### Juan de Velasco
Padre Juan de Velasco scrisse:

## Le yupana a casetta

### La yupana di Chordeleg

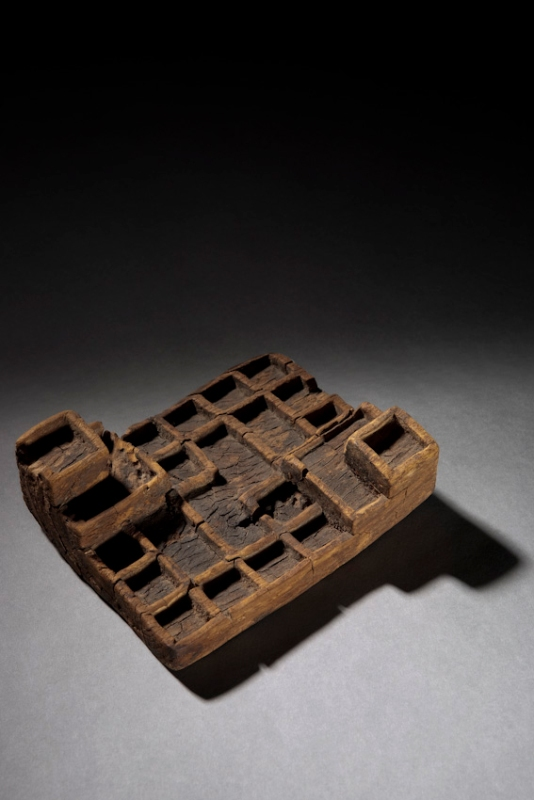
Yupana a casetta, tipo Chordeleg

La prima yupana a casetta di cui si ha notizia fu rinvenuta nel 1869 a Chordeleg, nel dipartimento di Cuenca (Ecuador). È una tavola di legno di forma rettangolare (33x27 cm) e contiene 17 scomparti, dei quali 14 quadrati, 2 rettangolari e uno ottagonale.
Su due spigoli della tavola ci sono altri scompartimenti quadrati (12x12 cm) sopraelevati simmetricamente disposti l'uno rispetto all'altro, ai quali sono sovrapposte due piattaforme anch'esse quadrate (7x7 cm). Queste strutture sono chiamate torri.
La tavola presenta una simmetria degli scomparti rispetto alla diagonale maggiore del rettangolo.
I quattro lati della tavola sono anche incisi con figure di teste umane e un coccodrillo.
In seguito al rinvenimento di questa yupana, Charles Wiener iniziò nel 1877 uno studio sistematico di questi oggetti. Wiener pervenne alla conclusione che le yupana a casetta servissero per calcolare i tributi che i contadini pagavano all'impero.

### La yupana di Caraz
Rinvenuta a Caraz nel 1878-79, questa yupana a casetta è differente da quella di Chordeleg in quanto il materiale di costruzione è la pietra e lo scomparto centrale di forma ottagonale è sostituito con uno di forma rettangolare; inoltre le torri hanno tre ripiani invece che due.

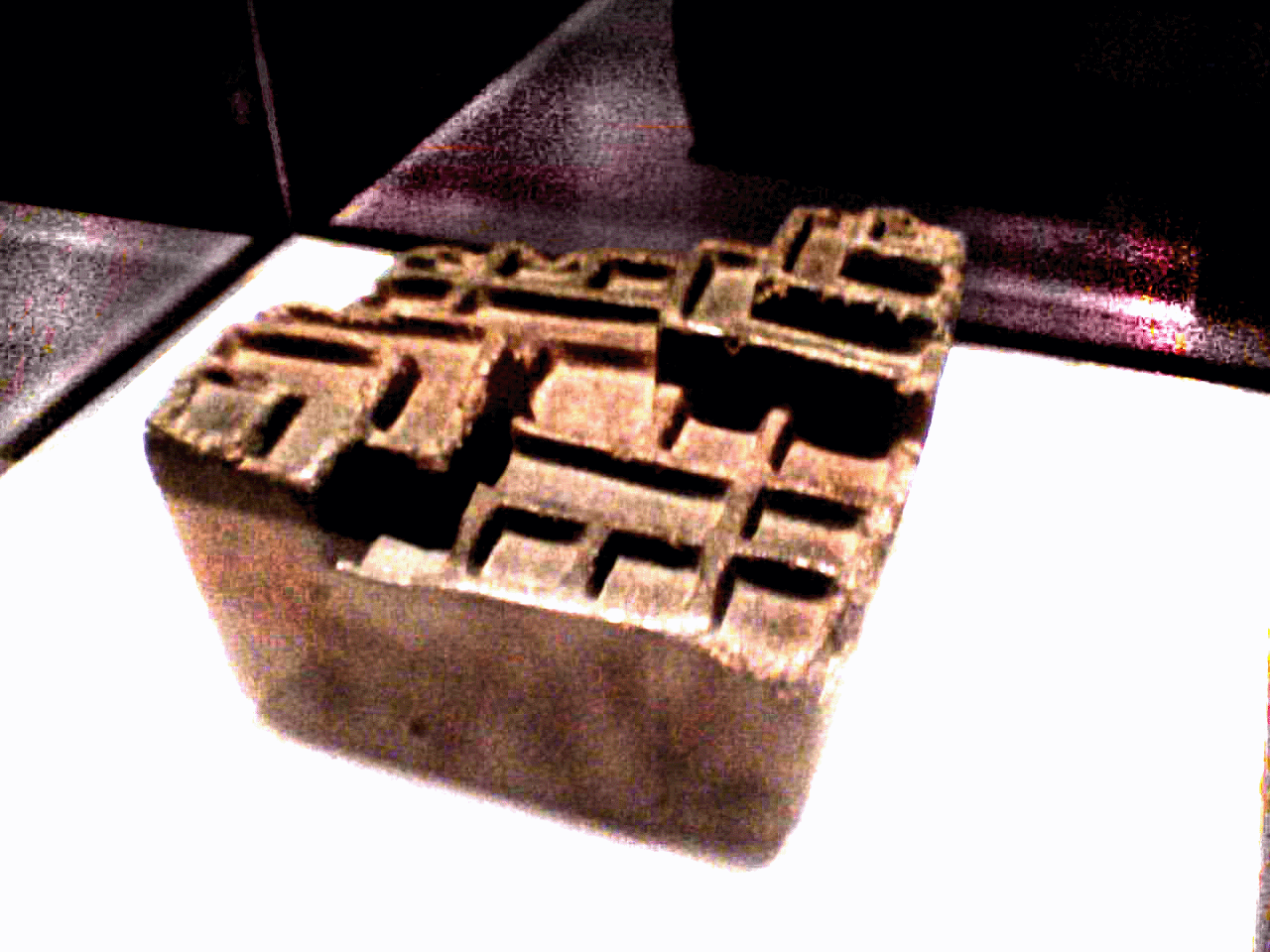
Un tipo di Yupana a casetta

### Le yupana del Callejón de Huaylas
Una serie di yupana a casetta molto differenti dalle prime fu descritta da Nordenskiöld nel 1931. Queste yupana, di pietra, presentano una serie di scomparti rettangolari e quadrati. La torre è costituita da due scomparti rettangolari. Gli scomparti sono disposti simmetricamente rispetto all'asse del lato minore della tavola.

### Le yupana triangolari
Queste yupana, in pietra, hanno 18 scomparti di forma esclusivamente triangolare disposti attorno alla tavola. In un lato è presente una torre rettangolare con un solo piano e tre scomparti triangolari. Nella parte centrale ci sono quattro scomparti quadrati, accoppiati tra loro.

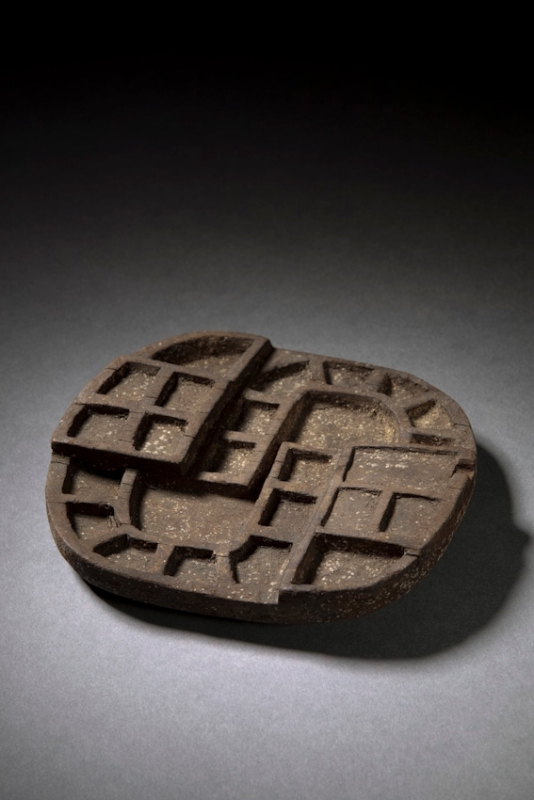
Un tipo ancora differente di Yupana a casetta

### La yupana di Chan Chan
Identica alla yupana di chordeleg sia nel materiale che nella disposizione degli scomparti, questa yupana a casetta fu rinvenuta nel complesso archeologico di Chan Chan, in Perù nel 1967.

### Le yupana di Cárhua de la Bahía
Scoperte nella provincia di Pisco (Perù), sono due tavole in argilla e osso. La prima ha pianta rettangolare (47x32 cm), possiede 22 comparti di forma quadrata (5x5 cm) e tre di forma rettangolare (16x18 cm) e non presenta torri. La seconda ha pianta rettangolare (32x23 cm) contenente 22 scomparti quadrati, due a forma di elle (L) e tre rettangolari nel centro. Gli scomparti sono disposti simmetricamente rispetto all'asse del lato maggiore.

### La yupana di Huancarcuchu
Scoperta nell'alto Ecuador da Max Uhle nel 1922, questa yupana è in pietra gli scomparti sono disegnati. Ha la forma di una scala costituita da 10 rettangoli sovrapposti: quattro al primo livello, tre al secondo, due al terzo e uno al quarto. Questa yupana è quella che si avvicina di più al disegno di Poma de Ayala nel Nueva Coronica, pur avendo una riga in meno ed essendo disegnata a metà.

### Teoria di Cinzia Florio sulla yupana a casetta
C. Florio espone uno studio

che non individua in questi reperti archeologici una yupana, bensì un oggetto di cui non si conosce il nome e di cui si è persa la memoria, da collegare invece al tocapu (ideogramma utilizzato già dalle culture preincaiche) chiamato “llave inca” ed alla filosofia andina dello yanantin-masintin. La studiosa arriva a queste conclusioni partendo dall'assenza di testimonianze oggettive che individuano in quest'oggetto una yupana, concetto consolidatosi solo per il ripetersi negli anni di questa ipotesi mai dimostrata, ed incrociando i dati dei Documenti Miccinelli ed i tocapu(s) catalogati da Victoria de La Jara.

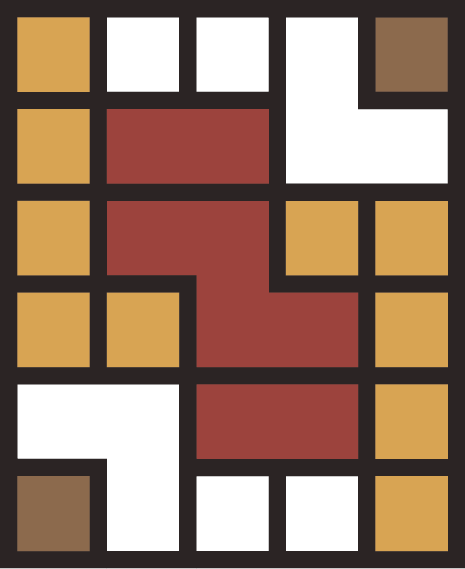
Fig. A - Struttura di una yupana a casetta di tipo "Chordeleg". Colorazione per distinguere i settori
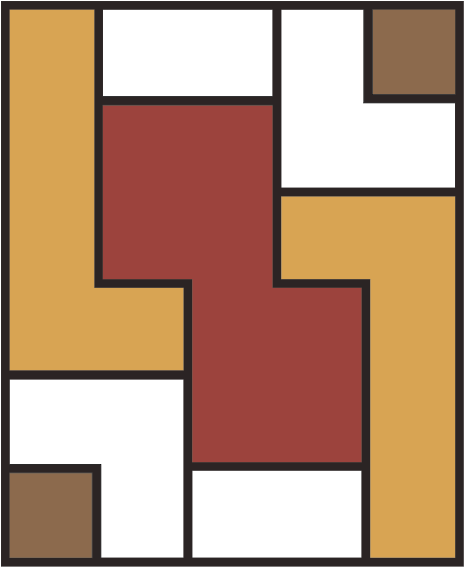
Fig. B - Individuazione di un disegno stereotipato
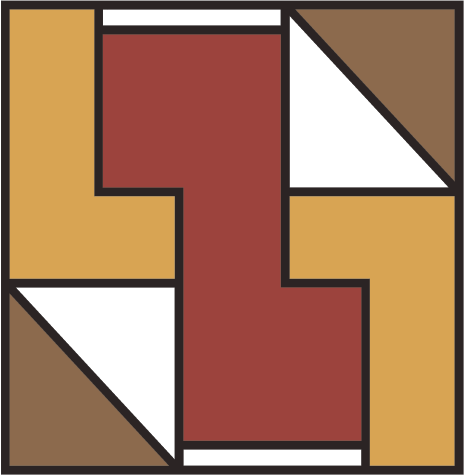
Fig. C - Tocapu realmente esistente e catalogato da Victoria de la Jara
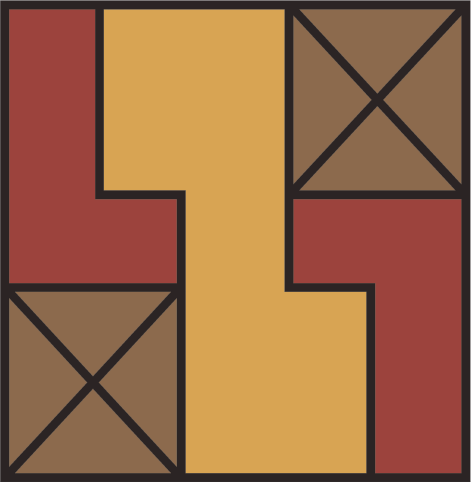
Fig. D - Altro disegno di tocapu, possibile stilizzazione del precedente
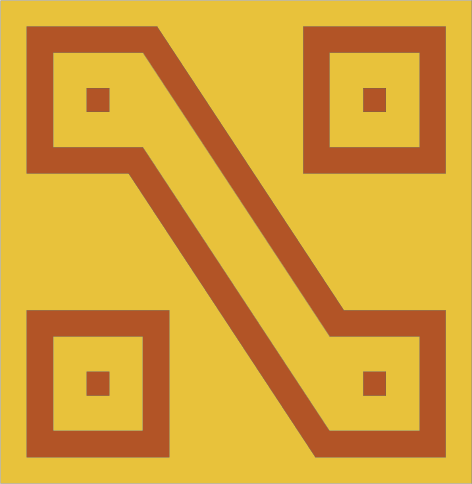
Fig. E - Tocapu chiamato "chiave Inca"

C. Florio, ipotizzando di colorare i settori della struttura della yupana a casetta (fig. A), individua un disegno (fig. B) fortemente somigliante ad un tocapu realmente esistente (fig. C) e catalogato da Victoria de La Jara. Florio individua inoltre nel tocapu rappresentato in figura D, anch'esso
catalogato dalla de La Jara, un'evidente stilizzazione del tocapu C ed il punto di partenza per la costruzione del tocapu “llave inca” (fig. E). Il nesso tra yupana a casetta e llave inca viene ritrovato dalla studiosa anche nel loro legame al concetto di dualità: la struttura della yupana è evidentemente duale, e Blas Valera in “Exul immeritus Blas Valera populo suo” (uno dei due Documenti Miccinelli) indica il tocapu da noi chiamato llave inca come la rappresentazione dei concetti di “forze opposte” e di “numero 2”, elementi anch'essi strettamente legati al concetto di dualità.
Per C. Florio la vera yupana usata dagli incas è quella di Guaman Poma ma, con un numero di colonne e righe maggiore. Guaman Poma avrebbe disegnato solo la parte della yupana utile allo svolgimento di un particolare calcolo che la stessa studiosa decifra come una moltiplicazione (si veda più avanti).

## Teorie sulla Yupana di Poma de Ayala

### Henry Wassen (1931)
Nel 1931, Henry Wassen studiò la yupana di Poma de Ayala proponendo per la prima volta una possibile rappresentazione dei numeri sulla tavola e le operazioni di addizione e moltiplicazione. Interpretò i cerchietti bianchi come delle lacune, scavate nella yupana, nelle quali inserire i semi descritti dai cronisti: quindi ai cerchietti bianchi fece corrispondere lacune vuote, mentre ai cerchietti neri, le stesse lacune riempite con un seme.
| Potenze\Valori | 1     | 5   | 15 | 30 |
| -------------- | ----- | --- | -- | -- |
| 104            | ooooo | ooo | oo | o  |
| 103            | ooooo | ooo | oo | o  |
| 102            | ooooo | ooo | oo | o  |
| 101            | ooooo | ooo | oo | o  |
| 100            | ooooo | ooo | oo | o  |

Il sistema di numerazione alla base dell'abaco secondo Wassen era posizionale a notazione in base 10 (coerentemente con gli scritti dei cronisti delle indie).
La rappresentazione dei numeri, quindi seguiva una progressione verticale tale per cui le unità venivano posizionate nella prima riga a partire dal basso, le decine nella seconda, le centinaia nella terza e così via.
Wassen propose una progressione dei valori dei semi dipendente dalla loro posizione nella tavola: 1, 5, 15, 30 a seconda che occupassero rispettivamente una lacuna della prima, seconda, terza e quarta colonna (si veda a tale proposito la tabella precedente). Visto inoltre che in una casella della prima colonna potevano essere inseriti cinque semi (di valore unitario), il valore massimo di detta casella era 5 moltiplicato per la potenza relativa alla riga. Questi semi potevano essere sostituiti con un seme della colonna successiva, utile agli utilizzatori dell'abaco durante le operazioni aritmetiche. Secondo la teoria di Wassen, quindi, le operazioni di somma e prodotto venivano svolte orizzontalmente.
Questa teoria ricevette molte critiche a causa della elevata complessità dei calcoli e fu quindi giudicata inadeguata e presto accantonata.
A titolo di esempio, nella seguente tabella viene rappresentato il numero 13457.
| \| Potenze\Valori \| 1 \| 5 \| 15 \| 30 \| \| -------------- \| ----- \| --- \| -- \| -- \| \| 104 \| •oooo \| ooo \| oo \| o \| \| 103 \| •••oo \| ooo \| oo \| o \| \| 102 \| ••••o \| ooo \| oo \| o \| \| 101 \| ooooo \| •oo \| oo \| o \| \| 100 \| ••ooo \| •oo \| oo \| o \| Rappresentazione di 13457 |       |     |    |    |
| Potenze\Valori | 1     | 5   | 15 | 30 |
| 104 | •oooo | ooo | oo | o  |
| 103 | •••oo | ooo | oo | o  |
| 102 | ••••o | ooo | oo | o  |
| 101 | ooooo | •oo | oo | o  |
| 100 | ••ooo | •oo | oo | o  |

Questa prima interpretazione della yupana di Poma de Ayala fu la base di partenza per le teorie dei successivi autori, fino ai nostri giorni. In particolare nessuno si discostò mai dal sistema di numerazione posizionale fino al 2008.

### Emilio Mendizàbal (1976)
Emilio Mendizàbal fu il primo a proporre nel 1976 che gli Inca utilizzassero oltre alla rappresentazione decimale, anche una rappresentazione basata sulla progressione 1,2,3,5. Mendizàbal nella stessa pubblicazione fece notare che la serie di numeri 1,2,3 e 5, presenti nel disegno di Poma de Ayala, sono una parte della successione di Fibonacci e sottolineò l'importanza "magica" che avevano il numero 5 per le civiltà del nord del Perù, e il numero 8 per le civiltà del sud del Perù.

### Radicati di Primeglio (1979)
Carlos Radicati di Primeglio mise in evidenza la differenza delle yupana a casetta da quella di Poma de Ayala, descrivendo lo stato dell'arte delle ricerche e delle teorie avanzate fino ad allora. Propose anche gli algoritmi di calcolo delle quattro operazioni fondamentali per la yupana di Poma de Ayala, secondo una nuova interpretazione per la quale era possibile disporre fino a nove semi in ogni casella con progressione verticale per potenze di dieci. La scelta di Radicati fu quella di associare ad ogni lacuna il valore 1.
| Potenze\Valori | 1          | 1          | 1          | 1          |
| -------------- | ---------- | ---------- | ---------- | ---------- |
| 104            | ooooo oooo | ooooo oooo | ooooo oooo | ooooo oooo |
| 103            | ooooo oooo | ooooo oooo | ooooo oooo | ooooo oooo |
| 102            | ooooo oooo | ooooo oooo | ooooo oooo | ooooo oooo |
| 101            | ooooo oooo | ooooo oooo | ooooo oooo | ooooo oooo |
| 100            | ooooo oooo | ooooo oooo | ooooo oooo | ooooo oooo |

Nella seguente tabella viene raffigurato il numero 13457
| \| Potenze\Valori \| 1 \| 1 \| 1 \| 1 \| \| -------------- \| ---------- \| ---------- \| ---------- \| ---------- \| \| 104 \| •oooo oooo \| ooooo oooo \| ooooo oooo \| ooooo oooo \| \| 103 \| •••oo oooo \| ooooo oooo \| ooooo oooo \| ooooo oooo \| \| 102 \| ••••o oooo \| ooooo oooo \| ooooo oooo \| ooooo oooo \| \| 101 \| ••••• oooo \| ooooo oooo \| ooooo oooo \| ooooo oooo \| \| 100 \| ••••• ••oo \| ooooo oooo \| ooooo oooo \| ooooo oooo \| Rappresentazione di 13457 |            |            |            |            |
| Potenze\Valori | 1          | 1          | 1          | 1          |
| 104 | •oooo oooo | ooooo oooo | ooooo oooo | ooooo oooo |
| 103 | •••oo oooo | ooooo oooo | ooooo oooo | ooooo oooo |
| 102 | ••••o oooo | ooooo oooo | ooooo oooo | ooooo oooo |
| 101 | ••••• oooo | ooooo oooo | ooooo oooo | ooooo oooo |
| 100 | ••••• ••oo | ooooo oooo | ooooo oooo | ooooo oooo |

### William Glynn Burns (1981)
L'ingegnere tessile inglese William Glynn Burns propose una soluzione posizionale in base 10 alla yupana di Poma de Ayala.
Glynn, come Radicati, adottò la stessa idea di Wassen delle lacune piene e vuote, così come la progressione verticale delle potenze di dieci, ma propose una architettura che permetteva di semplificare notevolmente le operazioni aritmetiche.
La progressione orizzontale dei valori dei semi nella sua rappresentazione è 1, 1, 1 per le prime tre colonne, in modo che in ogni riga sia possibile depositare dieci semi al massimo (5 + 3 + 2 semi). A dieci semi di una qualsiasi riga corrisponde un seme della riga superiore.
L'ultima colonna è dedicata alla memoria, ossia un luogo dove depositare momentaneamente dieci semi in attesa di spostarli nella riga superiore. Secondo l'autore, questa è molto utile durante le operazioni aritmetiche in modo da diminuire le possibilità di errore.
La soluzione di Glynn è stata adottata in svariati progetti didattici in tutto il mondo e ancor oggi alcune sue varianti sono utilizzate in alcune scuole del Sud America.
| Potenze\Valori | 1     | 1   | 1  | Memoria |
| -------------- | ----- | --- | -- | ------- |
| 104            | ooooo | ooo | oo | o       |
| 103            | ooooo | ooo | oo | o       |
| 102            | ooooo | ooo | oo | o       |
| 101            | ooooo | ooo | oo | o       |
| 100            | ooooo | ooo | oo | o       |

Nella tabella che segue viene rappresentato il numero 13457
| Potenze\Valori | 1     | 1   | 1  | Memoria |
| -------------- | ----- | --- | -- | ------- |
| 104            | •oooo | ooo | oo | o       |
| 103            | •••oo | ooo | oo | o       |
| 102            | ••••o | ooo | oo | o       |
| 101            | ••••• | ooo | oo | o       |
| 100            | ••••• | ••o | oo | o       |

### Nicolino de Pasquale (2001)
L'ingegnere italiano Nicolino de Pasquale nel 2001 propose una soluzione posizionale in base 40 alla yupana di Poma de Ayala, riprendendo la teoria della rappresentazione di Fibonacci già proposta da Emilio Mendizàbal ed elaborando per essa le quattro operazioni.
Anche De Pasquale adotta una progressione verticale per rappresentare i numeri per potenze di 40.
La rappresentazione dei numeri si basa sul fatto che la somma dei valori dei cerchietti in ciascuna riga dà come numero 39 se nella prima colonna ogni cerchietto assume valore 5, nella seconda colonna assume valore 3, nella terza 2 e nella quarta 1; è possibile così rappresentare 39 numeri che, uniti all'elemento neutro (zero o assenza di semi), costituisce la base di 40 simboli necessari al sistema di numerazione.
| Potenze\Valori | 5     | 3   | 2  | 1 |
| -------------- | ----- | --- | -- | - |
| 404            | ooooo | ooo | oo | o |
| 403            | ooooo | ooo | oo | o |
| 402            | ooooo | ooo | oo | o |
| 401            | ooooo | ooo | oo | o |
| 400            | ooooo | ooo | oo | o |

Una delle rappresentazioni possibile del numero 13457 nella yupana di De Pasquale viene mostrata nella seguente tabella:
| Potenze\Valori | 5     | 3   | 2  | 1 |
| -------------- | ----- | --- | -- | - |
| 404            | ooooo | ooo | oo | o |
| 403            | ooooo | ooo | oo | o |
| 402            | •oooo | ooo | •o | • |
| 401            | ••ooo | ••o | oo | o |
| 400            | ••ooo | •oo | •• | o |

La teoria di De Pasquale aprì negli anni successivi alla sua nascita un acceso diabattito tra i ricercatori che si divisero principalmente in due schiere: una a sostegno della base 10 e una a sostegno della base 40.
Si ricorda a tale proposito che le cronache spagnole del tempo della conquista delle americhe indicavano l'utilizzo da parte degli Inca del sistema numerico decimale e che dal 2003 la base 10 è stata proposta come la base di calcolo sia per l'abaco Inca che per i quipu.
De Pasquale ha recentemente proposto l'uso della yupana anche come calendario astronomico funzionante in base mista 36/40 e ha fornito una propria interpretazione della parola quechua huno, traducendola come 0,1. Questa interpretazione è in netto contrasto con tutte le traduzioni dei cronisti delle Indie, a partire da Domingo Santo de Tomas che nel 1560 traduceva huno con chunga guaranga (diecimila).

### Cinzia Florio (2008)
Nel 2008 Cinzia Florio propone un approccio alternativo e rivoluzionario rispetto a tutte le teorie proposte fino a quel momento: per la prima volta ci si discosta dal sistema di numerazione posizionale e si adotta quello additivo.
Basandosi esclusivamente sul disegno di Poma de Ayala, l'autrice spiega la disposizione dei cerchi bianchi e neri e interpreta l'uso dell'abaco come una tavola moltiplicatrice nella quale il moltiplicando è rappresentato nella colonna di destra, il moltiplicatore nelle due colonne centrali e il risultato (prodotto) invece è riportato nella colonna di sinistra. Si veda la seguente tabella.
| Prodotto | Moltiplicatore | Moltiplicatore | Moltiplicando |
| -------- | -------------- | -------------- | ------------- |
| ooooo    | ooo            | oo             | o             |
| ooooo    | ooo            | oo             | o             |
| ooooo    | ooo            | oo             | o             |
| ooooo    | ooo            | oo             | o             |
| ooooo    | ooo            | oo             | o             |

La teoria si discosta da tutte le precedenti sotto vari aspetti: innanzitutto i cerchi bianchi e neri non sarebbero delle lacune eventualmente riempite con un seme, ma semi di colore diverso rappresentanti rispettivamente le decine e le unità (questo in accordo con il cronista Juan De Velasco).
In secondo luogo, il moltiplicando viene inserito nella prima colonna rispettando il sistema di numerazione additivo: i semi possono essere inseriti in qualsiasi ordine e il numero è dato dalla somma dei pesi di tali semi.
Il moltiplicatore è rappresentato come somma di due fattori, in quanto il procedimento per ottenere il prodotto si basa sulla proprietà distributiva della moltiplicazione rispetto all'addizione.
La tavola moltiplicatrice disegnata da Poma de Ayala con quella disposizione dei semi, rappresenterebbe secondo l'autrice, il calcolo: 32 x 5, dove il moltiplicatore 5 viene scomposto in 3 + 2. La sequenza di numeri 1,2,3,5 sarebbe quindi un caso contingente al calcolo svolto e non relazionato alla serie di Fibonacci.
| \| Prodotto \| Moltiplicatore \| Moltiplicatore \| Moltiplicando \| \| \| 3X \| 2X \| \| \| -------- \| -------------- \| -------------- \| ------------- \| \| ooo•• \| oo• \| •• \| o \| \| oooo• \| oo• \| oo \| • \| \| ••••• \| ooo \| o• \| o \| \| oooo• \| oo• \| o• \| o \| \| ooo•• \| ••• \| oo \| • \| \| 151(160) \| 96 \| 64 \| 32 \| Legenda: o = 10; • = 1; L'operazione rappresentata è: 32 x 5 = 32 x ( 2 + 3 ) = ( 32 x 2 ) + ( 32 x 3 ) = 64 + 96 = 160 |                |                |               |
| Prodotto | Moltiplicatore | Moltiplicatore | Moltiplicando |
| | 3X             | 2X             |               |
| ooo•• | oo•            | ••             | o             |
| oooo• | oo•            | oo             | •             |
| ••••• | ooo            | o•             | o             |
| oooo• | oo•            | o•             | o             |
| ooo•• | •••            | oo             | •             |
| 151(160) | 96             | 64             | 32            |

I numeri rappresentati nelle colonne sono, da destra verso sinistra: 32 (il moltiplicando), 64=32 x 2 e 96=32 x 3 (che insieme costituiscono il moltiplicando moltiplicato per i due fattori in cui è stato scomposto il moltiplicatore) e infine 151. Su questo numero (errato) si basano tutte le possibili critiche a questa interpretazione, in quanto 151 non è ovviamente la somma di 96 e 64. Florio, però, osserva che un errore da parte di Poma de Ayala nel disegnare un cerchietto nero al posto di uno bianco sarebbe stato possibile. In questo caso, cambiando appunto un cerchietto nero nell'ultima colonna con uno bianco si ottiene il numero 160 che è esattamente il prodotto cercato come somma delle quantità presenti nelle colonne centrali.
Con una yupana come quella disegnata da Poma de Ayala non possono essere rappresentati tutti i moltiplicandi, ma è necessario estenderla verticalmente per rappresentare numeri la cui somma delle cifre supera il 5. La stessa cosa vale per i moltiplicatori: per rappresentare tutti i numeri occorre estendere il numero delle colonne. Va sottolineato che questa interpretazione, a parte il supposto errore di calcolo (o di rappresentazione da parte del disegnatore), è l'unica che individua nella yupana di Poma de Ayala un messaggio matematico coerente (moltiplicazione) e non una serie di numeri casuali come nelle altre interpretazioni.